# صومعه (ترکمانچای)
صومعه، شهری در دهستان بروانان شرقی بخش صومعه شهرستان ترکمانچای در استان آذربایجان شرقی ایران است.مرکز بخش صومعه است.

## جمعیت
بر پایه سرشماری عمومی نفوس و مسکن در سال ۱۳۹۵، جمعیت این روستا برابر با ۲٬۴۳۲ نفر (۷۹۱ خانوار) بوده است.